# Dentectus barbarmatus
Dentectus barbarmatus – gatunek słodkowodnej ryby sumokształtnej z rodziny zbrojnikowatych (Loricariidae), jedyny przedstawiciel rodzaju Dentectus.

## Występowanie
Gatunek opisany naukowo z Orinoko w Wenezueli. Występuje w dorzeczu Orinoko na terenie Wenezueli i Kolumbii.

## Etymologia
Nazwa rodzajowa Dentectus pochodzi od łacińskich słów dens (ząb) i tectus (ukryty, zamaskowany) – aluzja do unikalnego uzębienia. Epitet gatunkowy barbarmatus pochodzi od łacińskich słów barba (broda) i armatus (wyposażony w broń) – w aluzji do unikatowego pokrycia kilku wąsików.

## Cechy charakterystyczne
Biologia i ekologia Dentectus barbarmatus nie została poznana. Na podstawie cech morfologicznych umieszczono go w grupie rodzajów pokrewnych Pseudohemiodon i Planiloricaria. Opisywany gatunek ma ciało (zwłaszcza głowę) silnie spłaszczone grzbietobrzusznie, z przodu bardzo szerokie. Górna i dolna warga z licznymi długimi, włóknistymi wąsikami w kilku raczej nieregularnych rzędach oraz zredukowane uzębienie (w liczbie i rozmiarach). Dentectus ma też unikalne cechy pochodne, takie jak obecność płytek kostnych wzdłuż zewnętrznego brzegu wąsików szczękowych oraz unikalną strukturę ust, która odróżnia go od wszystkich innych rodzajów zbrojnikowatych.
Dorosłe osobniki osiągają maksymalnie 13,7 cm długości standardowej (SL). 